# Mali Music
Mali Music è un album pubblicato nel 2002, inciso dal musicista britannico Damon Albarn in collaborazione con i musicisti del Mali Afel Bocoum, Toumani Diabatè, e con un cameo di Ko Kan Ko Sata.

## Tracce
1. Spoons
2. Bamako City
3. Le Relax
4. Nabintou Diakité (live recording)
5. Makelekele
6. The Djembe
7. Tennessee Hotel
8. Niger
9. 4AM at Toumani's
10. Institut National Des Arts
11. Kela Village
12. Griot Village
13. Le Hogon
14. Sunset Coming On
15. Ko Kan Ko Sata Doumbia on River
16. Les Escrocs